# Ptychochromis oligacanthus
Espèce
Synonymes
- Tilapia oligacanthus Bleeker, 1868

Statut de conservation UICN

 EN  : En danger
Ptychochromis oligacanthus est une espèce de poisson cichlidé de Madagascar endémique des eaux douces de l'ouest de la province d'Antsiranana (Diego Suarez). La population de l'île de Nosy Be semble stable, mais celles du continent sont menacées par la perte de leur habitat.

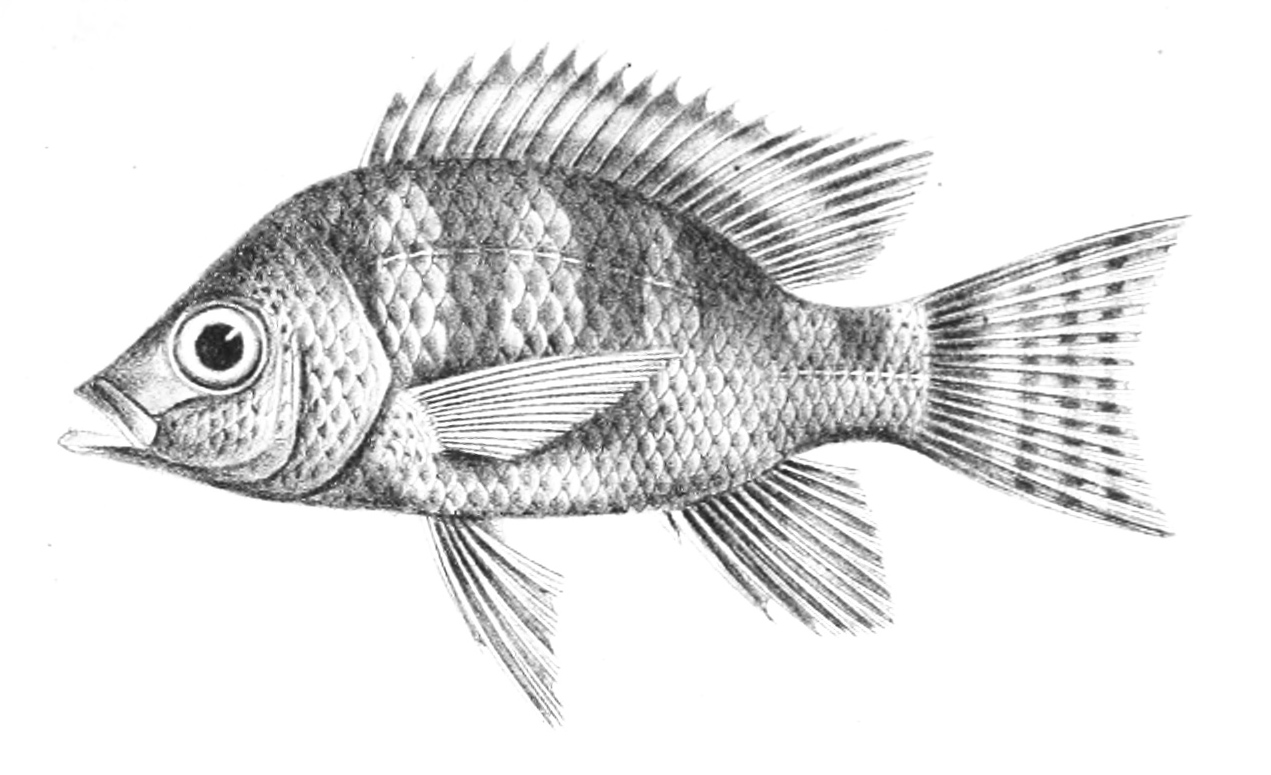
P. oligacanthus (illustration de 1885).

Ce poisson atteint 25 cm de long.